# Charlotte Burton
Charlotte Burton (30 de maio de 1881 – 28 de março de 1942) foi uma atriz de cinema estadunidense da era muda que atuou em mais de 130 filmes entre 1912 e 1920.

## Biografia
Nascida em São Francisco, Burton assinou contrato com a American Film Company em 1912, e trabalhou para a companhia por vários anos. Seu primeiro filme foi o curta-metragem The Would-Be Heir em 1912, pela American Film Company. A partir de então, fez vários curta-metragens para a companhia, entre eles dois seriados pela American, The Diamond from the Sky (1915) e The Sequel to the Diamond From the Sky (1916), ambos ao lado de William Russell. Em 1918, fez dois filmes para a William Russell Productions Inc., em 1919, um filme para a Lewis S. Stone Productions Inc., e em 1920 fez seu último filme, Polly of the Storm Country, para a Chaplin-Mayer Pictures Company.

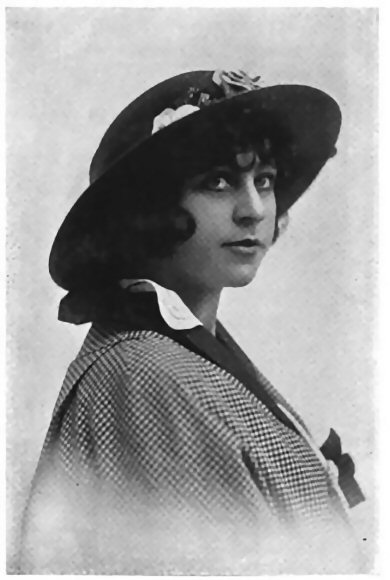
Charlotte Burton

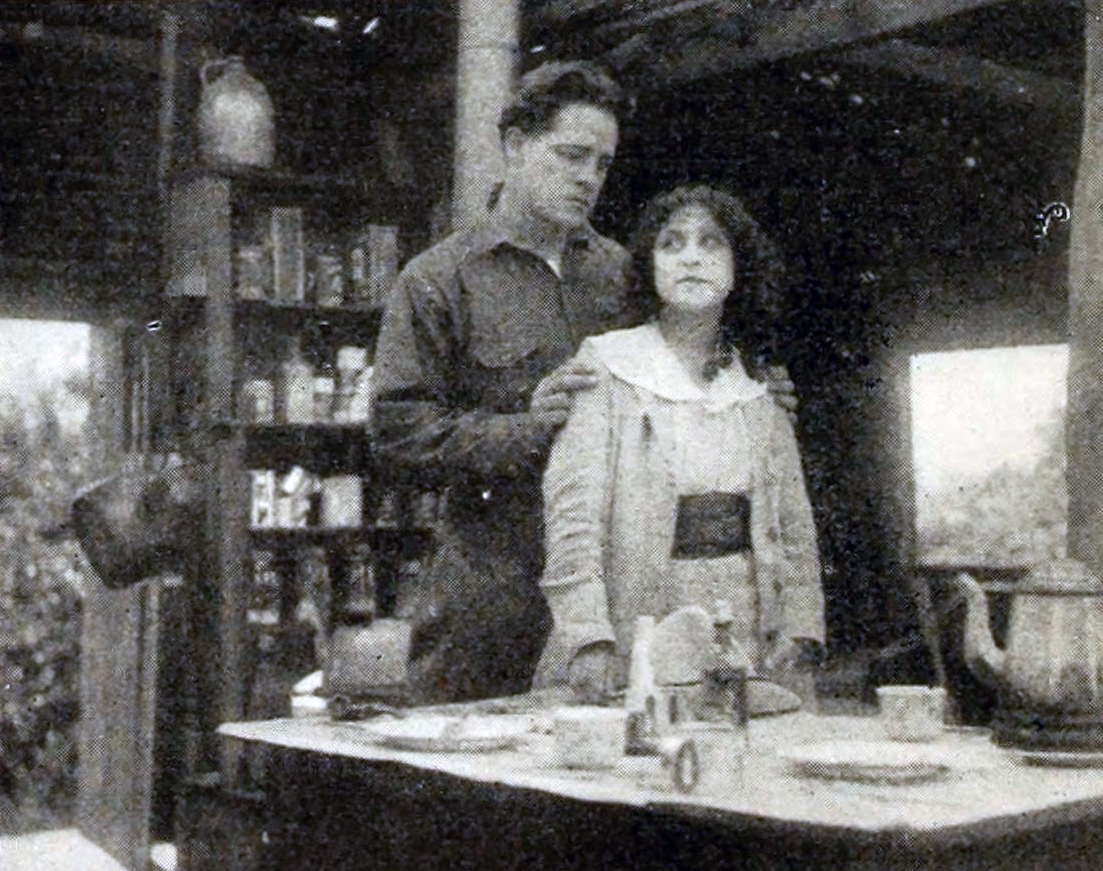
William Russell e Charlotte Burton em The Highest Bid, 1916

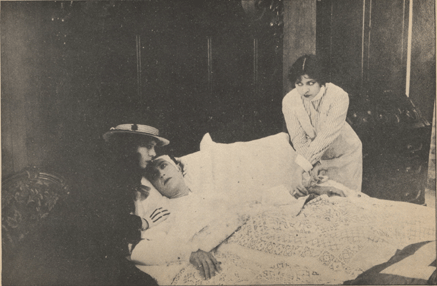
Cena do seriado The Diamond from the Sky, de 1915, apresentando Charlotte Burton ao lado de Irving Cummings e Lottie Pickford.

Burton assinara contrato com Essanay Studios, que ela processou em 1919 por $25 000, pela quebra de contrato. Ela assinara com a companhia acreditando que estrelaria principalmente filmes dramáticos, porém ela acabou estrelando comédias. O salário dela era de $ 200 por semana, com uma opção de $ 300 por semana em um segundo ano. Charlotte alegou que assinara com o gerente de negócios da Essanay, Vernon R. Day, para um contrato de novembro de 1916 até novembro de 1918, porém foi descartada sem razão. Quando Burton foi a Chicago, recusou um papel que lhe foi oferecido em uma comédia Black Cat, apresentado a ela pelo Presidente da Essanay, George K. Spoor. Ela recusou, porque não era comediante. Ao invés disso, ela aceitou um papel como protagonista em um filme de Henry B. Walthall. Ela admitiu ter sido paga por dez semanas, $ 200 por semana, antes de ter sido abandonada pela Essanay. Os executivos da Essanay afirmaram que Burton havia anulado automaticamente o contrato quando recusou o papel cômico. Em 1920 um juiz decidiu que seu argumento era razoável, e ela venceu a causa.
Burton chegou de Nova York e foi para Santa Bárbara, Califórnia para trabalhar para a American Film Company, que tinha seus estúdios lá. Em maio de 1916, Burton atuou em The Man Who Would Not Die, dirigido por William Russell e Jack Prescott. A companhia de atores americanos e canadenses passou uma semana em Long Beach, Califórnia, filmando cenas de água. No elenco também estavam Harry Keenan e Leona Hutton, e o roteiro foi escrito por Mabel Condon.
Entre as muitas estrelas que trabalharam com ela, estão Mary Miles Minter, William Russell, Harold Lockwood e Lottie Pickford.

## Vida pessoal e morte
Em 1917, Burton casou com o ator William Russell em Santa Ana, Califórnia, e em 1921 se divorciaram. Casou novamente, com Darrell Stuart. Teve uma filha, Charlotte Coombs.
Charlotte Burton Stuart morreu no Good Samaritan Hospital, em Los Angeles, California em 1942, de um Infarto agudo do miocárdio, aos 60 anos de idade.

## Filmografia parcial
| Ano  | Filme                                  | Papel                 |
| ---- | -------------------------------------- | --------------------- |
| 1912 | It Happened Thus                       | The Older Daughter    |
| 1913 | The Awakening                          |                       |
| 1913 | The Rose of San Juan                   |                       |
| 1913 | The Road to Ruin                       |                       |
| 1913 | Her Big Story                          |                       |
| 1913 | The Oath of Pierre                     | Julia Naughton        |
| 1913 | Through the Neighbor's Window          |                       |
| 1913 | The Flirt and the Bandit               |                       |
| 1913 | Trapped in a Forest Fire               |                       |
| 1913 | The Shriner's Daughter                 |                       |
| 1914 | Lola                                   | May, irmã de Lola     |
| 1914 | The Mirror                             |                       |
| 1914 | The Redemption of a Pal                | Irene                 |
| 1914 | Jail Birds                             | Mrs. Patterson        |
| 1914 | The Final Impulse                      | Ruth                  |
| 1914 | A Slice of Life                        | Jessie, esposa de Jim |
| 1914 | Old Enough to Be Her Grandpa           | Lilyan DeVoe          |
| 1914 | In the Candlelight                     | Nina, modelo          |
| 1914 | The Archeologist                       | Edna Lee              |
| 1914 | The Beggar Child                       | Rosa, his servant     |
| 1915 | Refining Fires                         | Nina – filha do juiz  |
| 1915 | Heart of Flame                         | Beppa                 |
| 1915 | A Touch of Love                        | Martha                |
| 1915 | The Day of Reckoning                   | Rita Marr             |
| 1915 | She Walketh Alone                      | Rita Horton           |
| 1915 | The Diamond from the Sky               | Vivian Marston        |
| 1916 | The Thoroughbred                       | Angela Earle          |
| 1916 | The Sequel to the Diamond From the Sky | Vivian                |
| 1916 | The Craving                            | Roby                  |
| 1916 | The Bruiser                            | Fen Bernham           |
| 1916 | The Highest Bid                        | Elsie Burleigh        |
| 1916 | The Strength of Donald McKenzie        | Mab el Condon         |
| 1916 | The Man Who Would Not Die              | Agnes                 |
| 1916 | The Torch Bearer                       | Janet Dare            |
| 1916 | The Love Hermit                        | Marie Bolton          |
| 1916 | Lone Star                              | Helen Mattes          |
| 1916 | The Twinkler                           | Rose Burke            |
| 1918 | Up Romance Road                        | Marta Millbanke       |
| 1918 | Hearts or Diamonds?                    | Adrienne Gascoyne     |
| 1919 | Man's Desire                           | Vera Patton           |
| 1920 | Polly of the Storm Country             | Evelyn Robertson      |